# Cirrospilus marilandicus
Cirrospilus marilandicus är en stekelart som först beskrevs av Girault 1917.  Cirrospilus marilandicus ingår i släktet Cirrospilus och familjen finglanssteklar. Inga underarter finns listade i Catalogue of Life.